# Concursul Muzical Eurovision 1980
Eurovision 1980 a fost a douăzeci și cincea ediție a concursului muzical Eurovision. 
| Locul | Puncte | Cântec                 | Artist                          | Țară          |
| 1.    | 143    | What's Another Year    | Johnny Logan                    | Irlanda       |
| 2.    | 128    | Theater                | Katja Ebstein                   | Germania      |
| 3.    | 106    | Love Enough For Two    | Prima Donna                     | Regatul Unit  |
| 4.    | 104    | Cinéma                 | Paola del Medico                | Elveția       |
| 5.    | 93     | Amsterdam              | Maggie MacNeal                  | Țările de Jos |
| 6.    | 87     | Non so che darei       | Alan Sorrenti                   | Italia        |
| 7.    | 71     | Um grande, grande amor | José Cid                        | Portugalia    |
| 8.    | 64     | Du bist Musik          | Blue Danube                     | Austria       |
| 9.    | 56     | Papa pingouin          | Sophie & Magaly                 | Luxemburg     |
| 10.   | 47     | Just nu!               | Tomas Ledin                     | Suedia        |
| 11.   | 45     | Hé hé, m'sieurs, dames | Profil                          | Franța        |
| 12.   | 38     | Quédate esta noche     | Trigo Limpio                    | Spania        |
| 13.   | 30     | Autostóp               | Anna Vissi & The Epikouri       | Grecia        |
| 14.   | 25     | Tænker altid på dig    | Bamses Venner                   | Danemarca     |
| 15.   | 23     | Pet'r Oil              | Ajda Pekkan                     | Turcia        |
| 16.   | 15     | Sámiid Ædnan           | Sverre Kjelsberg & Mattis Hætta | Norvegia      |
| 17.   | 14     | Euro-vision            | Telex                           | Belgia        |
| 18.   | 7      | Bitaqat khub           | Samira                          | Maroc         |
| 19.   | 6      | Huilumies              | Vesa-Matti Loiri                | Finlanda      |